# ARL15
ARL15 (англ. ADP ribosylation factor like GTPase 15) – білок, який кодується однойменним геном, розташованим у людей на короткому плечі 5-ї хромосоми. Довжина поліпептидного ланцюга білка становить 204 амінокислот, а молекулярна маса — 22 876.
| 10         |  | 20         |  | 30         |  | 40         |  | 50         |
| ---------- |  | ---------- |  | ---------- |  | ---------- |  | ---------- |
| MSDLRITEAF |  | LYMDYLCFRA |  | LCCKGPPPAR |  | PEYDLVCIGL |  | TGSGKTSLLS |
| KLCSESPDNV |  | VSTTGFSIKA |  | VPFQNAILNV |  | KELGGADNIR |  | KYWSRYYQGS |
| QGVIFVLDSA |  | SSEDDLEAAR |  | NELHSALQHP |  | QLCTLPFLIL |  | ANHQDKPAAR |
| SVQEIKKYFE |  | LEPLARGKRW |  | ILQPCSLDDM |  | DALKDSFSQL |  | INLLEEKDHE |
| AVRM       |  |            |  |            |  |            |  |            |

A: Аланін

C: Цистеїн

D: Аспарагінова кислота

E: Глутамінова кислота

F: Фенілаланін

G: Гліцин

H: Гістидин

I: Ізолейцин

K: Лізин

L: Лейцин

M: Метіонін

N: Аспарагін

P: Пролін

Q: Глутамін

R: Аргінін

S: Серин

T: Треонін

V: Валін

W: Триптофан

Білок має сайт для зв'язування з нуклеотидами, ГТФ. 